# توني ستارك (عالم مارفل السينمائي)
أنتوني إدوارد ستارك، والمعروف إختصاراً باسم توني ستارك، هو شخصية خيالية عرضها في الأصل  روبرت داوني جونيور في امتياز إعلامي لـعالم مارفل السينمائي (MCU) - استنادًا إلى شخصية مارفل كومكس التي تحمل الاسم نفسه - والمعروفة بالإسم المستعار، الرجل الحديدي . تم تصوير ستارك في البداية على أنه رجل صناعي ومخترع عبقري ومستهتر وهو الرئيس التنفيذي لشركة صناعات ستارك. في البداية كان المصنّع الرئيسي لأسلحة  الجيش الأمريكي، فقد غير رأيه وأعاد توجيه معرفته التقنية لإنشاء بدلات ميكانيكية مدرعة ليستخدمها للدفاع ضد ما قدي يهدد السلام في جميع أنحاء العالم. أصبح عضوًا مؤسسًا وزعيمًا لـ المنتقمون. بعد الفاشل في برنامج Ultron، والصراع  داخل المنتقمون بسبب اتفاقيات سوكوفيا، ونجاح ثانوس في محو نصف الحياة في Blip، يتقاعد ستارك، ويتزوج بيبر بوتس، ويرزقان بطفة سمياها مورغان . ومع ذلك، ينضم ستارك مرة أخرى إلى المنتقمون في مهمة أخيرة لالغاء عن أفعال ثانوس. صنع السفر عبر الزمن، ونجح المنتقمون في استعادة تريليونات من الأرواح عبر الكون. ومع ذلك، فإن ستارك يضحي بحياته لهزيمة ثانوس وجيشه. يختار ستارك بيتر باركر خلفا له.

## أصبح الرجل الحديدي
في عام 2010، سافر ستارك إلى أفغانستان التي مزقتها الحرب مع صديقه ومسؤول الاتصال العسكري اللفتنانت كولونيل جيمس رودس لعرض صاروخ ستارك الجديد «أريحا». بعد المظاهرة، نصب كمين للقافلة وأصيب ستارك بجروح خطيرة وسجنته مجموعة إرهابية، الخواتم العشر . يقوم الطبيب الأسير Ho Yinsen، بزرع مغناطيس كهربائي في صدر ستارك لمنع شظايا الشظايا من الوصول إلى قلبه وقتله.
يبني ستارك و Yinsen سرًا مولدًا كهربائيًا صغيرًا قويًا يسمى مفاعل القوس لتشغيل مغناطيس ستارك الكهربائي وبدلة من الدروع المزودة بالطاقة . عندما تهاجم الحلقات العشر ورشة العمل، يضحي Yinsen بنفسه لتحويلها بينما تكتمل الدعوى. يشق ستارك المدرع طريقه للخروج من الكهف للعثور على ينسن المحتضر، ثم يحرق أسلحة الخواتم العشر بغضب ويطير بعيدًا، ويتحطم في الصحراء. عاد ستارك، الذي أنقذه رودس، إلى منزله ليعلن أن شركته لن تصنع أسلحة بعد الآن. في ورشته المنزلية، يصنع ستارك نسخة أكثر أناقة وقوة من بدلة المدرعات المرتجلة بالإضافة إلى مفاعل القوس الأكثر قوة.